# Kalga
Kalga (krími tatár: qalğa, قالغا; qalğay, قالغاى), méltóságnév a Krími Tatár Kánságban, a kán után a második legfontosabb személy. A címet 1486-ban hozta létre I. Mengli Giráj. Minden trónra lépő kán kinevezett egy kalgát, mindig testvérei, fiai vagy unokaöccsei közül, így valamennyi kalga a Giráj családhoz tartozott. A kán halála esetén az új uralkodó trónra lépéséig ő kormányozta az országot és ő volt a hadsereg vezére is, ha a kán nem vonult személyesen hadba. Mivel a Krímen a kánt szultánnak is nevezték, gyakran használták a kalga-szultán kifejezést is. Rezidenciájuk Akmeszdzsit (ma Szimferopol) városában volt, a palota a mai Szalhirka park közelében volt található.

## A kalgák listája1486és1792között
1486 — 1507 — Jamgürcsi I. Hadzsi Giráj fia
1507 — 1515 — Mehmed, I. Mengli Giráj fia
1515 — 1519 — Ahmed, I. Mengli Giráj fia
1519 — 1523 — Bahadir, I. Mehmed Giráj fia
1523 — 1523 — Alp, I. Mehmed Giráj fia
1523 — 1524 — Baba, I. Mehmed Giráj fia
1524 — 1524 — Gázi, I. Mehmed Giráj fia
1524 — 1525 — Uzbek, Uz-Temur fia, I. Hadzsi Giráj unokája
1525 — 1526 — Száhib, I. Mengli Giráj fia
1526 — 1528 — Iszlám, I. Mehmed Giráj fia
1528 — 1530 — Száhib, I. Mengli Giráj fia
1530 — 1532 — I. Devlet Giráj krími kán, Mubarek fia, I. Mengli Giráj unokája
1532 — 1532 — Uzbek, I. Mehmed Giráj fia
1532 — 1535 — Iszlám, I. Mehmed Giráj fia
1535 — 1537 — Ahmed, I. Szadet Giráj fia
1537 — 1551 — Emin, I. Száhib Giráj fia
1551 — 1551 — Bülük, Szafa Giráj fia
1551 — 1555 — Ahmed, I. Devlet Giráj fia
1555 — 1577 — Mehmed, I. Devlet Giráj fia
1577 — 1578 — Adil, I. Devlet Giráj fia
1578 — 1578 — Szadet, II. Mehmed Giráj fia
1578 — 1584 — Alp, I. Devlet Giráj fia
1584 — 1584 — Szafa, II. Mehmed Giráj fia
1584 — 1588 — Alp, I. Devlet Giráj fia
1588 — 1597 — Fetih, I. Devlet Giráj fia
1597 — 1597 — Bahti, Adil fia, I. Devlet Giráj unokája
1597 — 1599 — Szelamet, I. Devlet Giráj fia
1599 — 1607 — Toktamis, II. Gázi Giráj fia
1607 — 1608 — Szefer, II. Gázi Giráj fia
1608 — 1608 — III. Mehmed Giráj krími kán, II. Szadet Giráj fia
1608 — 1610 — Dzsanibek, Sakaj Mubarek fia, I. Devlet Giráj unokája
1610 — 1623 — Devlet, Sakaj Mubarek fia, I. Devlet Giráj unokája
1623 — 1628 — Sahin, II. Szadet Giráj fia
1628 — 1631 — Devlet, Sakaj Mubarek fia, I. Devlet Giráj unokája
1631 — 1632 — Azamet, Szelamet Giráj fia
1632 — 1635 — Mehmed, Szelamet Giráj fia
1635 — 1637 — Huszám, II. Gázi Giráj fia
1637 — 1641 — Iszlám, Szelamet Giráj fia
1641 — 1644 — Fetih, Csoban Devlet fia, Fetif Giráj fia
1644 — 1651 — Kirim, Szelamet Giráj fia
1651 — 1666 — Gázi, Mubarek fia, Szelamet Giráj unokája
1666 — 1671 — Devlet, Fetih Csoban fia, Adil Giráj unokaöccse
1671 — 1678 — Szelamet, I. Bahadir Giráj fia
1678 — 1682 — Toktamis, Szafa fia, Szelamet Giráj unokája
1682 — 1683 — Szafa, Szafa fia, Szelamet Giráj unokája
1683 — 1691 — Devlet, I. Szelim Giráj fia
1691 — 1691 — Dzsihán, Szafa fia, Szelamet Giráj unokája
1691 — 1692 — III. Devlet Giráj krími kán, Adil fia, Szelamet Giráj unokája
1692 — 1699 — Devlet, I. Szelim Giráj fia
1699 — 1699 — Sahin, III. Iszlám Giráj fia
1699 — 1699 — Sahbez, I. Szelim Giráj fia
1699 — 1703 — Szadet, I. Szelim Giráj fia
1703 — 1704 — Gázi, I. Szelim Giráj fia
1704 — 1707 — Kaplan, I. Szelim Giráj fia
1707 — 1708 — Mengli, I. Szelim Giráj fia
1708 — 1709 — Szadet, I. Szelim Giráj fia
1709 — 1713 — Bahti, II. Devlet Giráj fia
1713 — 1716 — Mengli, I. Szelim Giráj fia
1716 — 1717 — Bahadir, Szafa Giráj fia
1717 — 1718 — Inajet, Szelamet Giráj leszármazottja
1718 — 1725 — Szafa, I. Szelim Giráj fia
1725 — 1727 — Adil, I. Szelim Giráj fia
1727 — 1730 — Szelamet, I. Szelim Giráj fia
1730 — 1733 — Adil, I. Szelim Giráj fia
1733 — 1736 — Fetih, II. Devlet Giráj fia
1736 — 1737 — Arszlán, II. Devlet Giráj fia
1737 — 1740 — Szelamet, I. Szelim Giráj fia
1740 — 1741 — Azamat, III. Gázi Giráj fia
1741 — 1743 — Szelim, I. Kaplan Giráj fia
1743 — 1748 — Sagin, Adil fia, I. Szelim Giráj unokája
1748 — 1756 — Szelim, II. Fetih Giráj fia
1756 — 1758 — Devlet, IV. Szadet Giráj fia
1758 — 1758 — Hadzsi, II. Devlet Giráj fia
1758 — 1759 — Szelim, Arszlán Giráj fia
1759 — 1760 — Szadet, Bahti fia, II. Devlet Giráj unokája
1760 — 1764 — Makszud, II. Szelim Giráj fia
1765 — 1767 — Muhammed, II. Fetih Giráj fia
1767 — 1767 — Devlet, Arszlán Giráj fia
1767 — 1768 — Baht, Kirim Giráj fia
1768 — 1769 — Meszud, Arszlán Giráj fia
1769 — 1770 — Sahbaz, Arszlán Giráj fia
1770 — 1770 — Iszlám, Arszlán Giráj fia
1770 — 1771 — Muhammed, II. Fetih Giráj fia
1771 — 1772 — Baht, Kirim Giráj fia
1771 — 1775 — Sahin, Topal Ahmed fia, II. Devlet Giráj unokája
1775 — 1777 — Sahbaz, Arszlán Giráj fia
1777 — 1778 — Muhammed, II. Fetih Giráj fia
1778 — 1782 — betöltetlen
1782 — 1782 — Arszlán, Topal Ahmed fia, II. Devlet Giráj unokája
1782 — 1783 — betöltetlen
1787 — 1789 — Mubarek, Arszlán Giráj fia
1789 — 1792 — Muhammed, Kirim Giráj fia

## Fordítás
Ez a szócikk részben vagy egészben  a(z)   Калга című orosz Wikipédia-szócikk ezen változatának fordításán alapul.  Az eredeti cikk szerkesztőit annak laptörténete sorolja fel. Ez a jelzés csupán a megfogalmazás eredetét és a szerzői jogokat jelzi, nem szolgál a cikkben szereplő információk forrásmegjelöléseként.